# Débats-Rivière-d'Orpra
Débats-Rivière-d'Orpra är en kommun i departementet Loire i regionen Auvergne-Rhône-Alpes i centrala Frankrike. Kommunen ligger i kantonen Boën som tillhör arrondissementet Montbrison. År 2022 hade Débats-Rivière-d'Orpra 159 invånare.

## Befolkningsutveckling
Antalet invånare i kommunen Débats-Rivière-d'Orpra
| Referens: INSEE |